# HD 136118
HD 136118 ist ein Hauptreihenstern der Spektralklasse F9 mit einer scheinbaren visuellen Helligkeit von 6,9 mag. Er gehört Serpens Cauda an und ist rund 50 Parsec (also ca. 150 Lichtjahre) vom Sonnensystem entfernt. Der Stern wird von einem Braunen Zwerg umrundet.
Der Stern hat die 1,2-fache Sonnenmasse, sein Radius ist 1,7 mal größer als jener der Sonne und seine Effektivtemperatur beträgt 6200 Kelvin. Der Stern benötigt für eine Umdrehung um seine eigene Achse etwa 12,2 Tage.

## Substellarer Begleiter
Im Jahr 2002 publizierten Fischer et al. die Entdeckung eines Objektes mithilfe der Radialgeschwindigkeitsmethode, das den Stern mit einer Periode von rund 1200 Tagen umrundet und als HD 136118 b bezeichnet wurde. Aufgrund der Mindestmasse von knapp 12 Jupitermassen war das Objekt ein Exoplaneten-Kandidat. Später konnte die Inklination des Orbits bestimmt werden, wodurch sich eine tatsächliche Masse von ungefähr 42 Jupitermassen ergab, womit es sich bei dem Objekt um einen Braunen Zwerg handelt.